# Jens Juel (1897-1978)
 Der er flere personer med dette navn, se Jens Juel (flertydig).
Jens Juel (født 28. april 1897 på Mejlgård ved Grenaa, død 25. december 1978 på Petersgård) var en dansk godsejer, kammerherre og hofjægermester, far til Knud Rudolf Juel.
Han var søn af kammerherre, hofjægermester Niels Juel (1861-1938) og hustru Clara f. Treschow (1873-1936), blev student fra Hass' Skole 1915 og tog filosofikum 1916. Juel lærte landvæsenet, var godsinspektør på Krabbesholm i Horns Herred 1922-1939. Han overtog i 1938 det Petersgårdske skovdistrikt og gods fra sin afdøde slægtning Ida Marie Suhr og var af ejer det til 1966 og af Petersgård hovedgård ved Langebæk 1938-1957.
Jens Juel var landbrugskyndigt medlem af direktionen for Den Suhrske Stiftelse 1940-1962, medlem af bestyrelsen for Generalkonsul J. Holmblads Legat fra 1939, for Danske Skovejeres Merhugstfond 1942-1963, for Dansk Arbejdes Vordingborg afdeling 1945-1956, af Kryolith Mine og Handels Selskabet fra 1947 (næstformand fra 1951), for Dansk Skovforening 1947-1966 og for A/S Dansk Skovindustri, Næstved (næstformand 1957-1961) til 1966, medlem af direktionen for Det Classenske Fideicommis fra 1948, Dansk Skovforenings repræsentant i Pensionsforsikringsanstalten og 1959-1965 i Jagtlovskommissionen samt medlem af bestyrelsen for Jagtgården i Trend Skov. Han var Kommandør af Dannebrogordenen.
Han blev gift 18. oktober 1921 i Frydendal Kirke med Clara Treschow (28. februar 1901 på Orelund – 31. maj 1983 på Petersgård), datter af hofjægermester, cand.jur. Frederik Treschow og hustru Olga f. Uhlendorff.